# Onthophagus wayaua
Onthophagus wayaua – gatunek chrząszcza z rodziny poświętnikowatych i podrodziny Scarabaeinae.

## Taksonomia
Gatunek ten opisany został po raz pierwszy w 2012 roku przez Johannesa Huijbregtsa i Jana Krikkena na łamach „Tijdschrift voor Entomologie”. Jako lokalizację typową wskazano Sibela Range na indonezyjskiej wyspie Bacan w archipelagu Moluków. Epitet gatunkowy pochodzi od położonej blisko Sibela Range wioski Wayauna.
O. wayaua zaliczany jest do grupy gatunkowej malasiacus na Molukach reprezentowanej także przez O. malasiacus i O. sibela.

## Morfologia
Chrząszcz o tęgim, wysklepionym ciele długości od 6 do 10 mm, zwykle ubarwionym głównie brązowoczarno z ciemnobrązowymi odnóżami, rzadziej jaśniejszym. Wierzch ciała jest praktycznie łysy, obficie i delikatnie punktowany, miejscami mikrosiateczkowany. Spód ciała i odnóża zaopatrzone są w chetopory z jasnobrązowymi szczecinkami. Głowa jest punktowana i pomarszczona. Nadustek ma przednią krawędź szeroko i równomiernie zaokrągloną do bardzo delikatnie zafalowanej, lekko odgiętą, na szczycie obrzeżoną, a powierzchnię poprzecznie pomarszczoną. Listwa czołowo-nadustkowa u obu płci jest praktycznie prosta i ciągnie się między krawędziami nadustkowo-policzkowymi. Policzki mają szeroko zaokrąglone i obrzeżone krawędzie. Oczy są duże, szeroko-eliptyczne. U samców na powierzchni czołowo-ciemieniowej między oczami leży jedna para niskich, zwróconych ku górze, niepołączonych, prawie stożkowatych guzków. U samic między oczami znajduje się dobrze wykształcona, poprzeczna listwa z wyraźnie kątowo zagiętymi na końcach krawędziami. Przedplecze jest mocno sklepione, pozbawione wcisku środkowego, o krótko zaokrąglonych i niemal prostych kątach przednich oraz zaokrąglonych kątach tylnych i krawędzi tylnej. Przód przedplecza opada gwałtownie począwszy od zwykle wyraźnie wykształconej fałdy antedyskalnej. Tarczka jest słabo widoczna. Pokrywy są szerokie, każda z ośmioma prostymi do lekko zakrzywionych, wąskimi rzędami oraz lekko sklepionymi międzyrzędami. Odnóża przedniej pary mają golenie z czterema dużymi zębami zewnętrznymi, z których trzy odsiebne są większe i zaostrzone. Pygidium jest czarne, u podstawy obrzeżone. Genitalia samca mają zwężające się ku szpatułkowatym szczytom paramery.

## Ekologia i występowanie
Owad ten zasiedla pobrzeża lasów równikowych. Rozwija się w odchodach ssaków.
Gatunek australazjatycki, endemiczny dla indonezyjskiego archipelagu Moluków, znany tylko z wysp Halmahera i Bacan.